# Philippe Gache

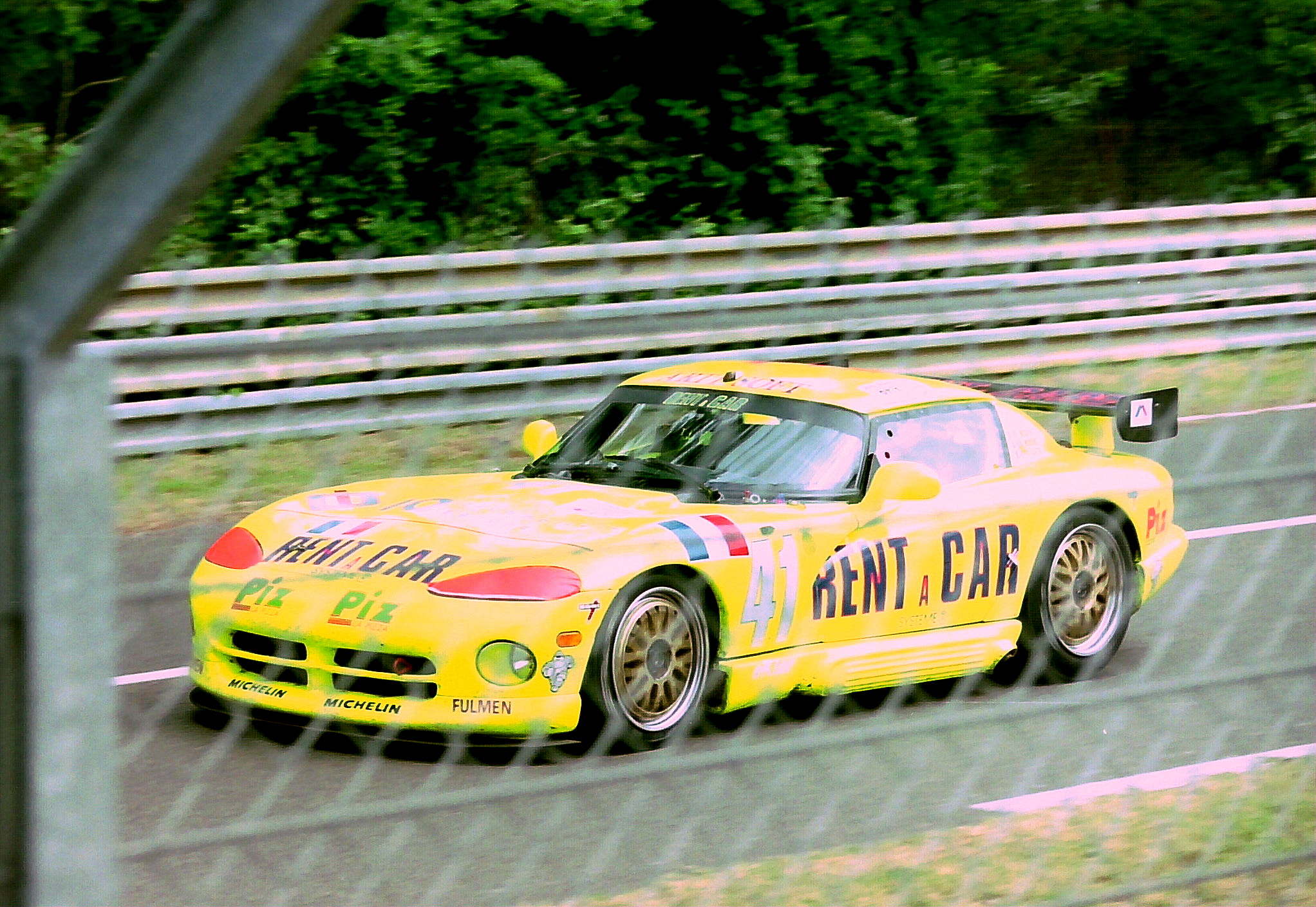
Die Dodge Viper R/T10 von François Migault, Denis Morin und Philippe Gache beim 24-Stunden-Rennen von Le Mans 1994

Philippe Gache (* 31. Mai 1962 in Avignon) ist ein französischer Automobilrennfahrer und Rennstallbesitzer sowie der Sohn von Daniel Gache.

## Fahrerkarriere im Motorsport
Philippe Gache begann Mitte der 1980er-Jahre mit dem Motorsport. Über die französische Formel-Ford-Meisterschaft, wo er 1985 die Gesamtwertung der 1,6-Liter-Klasse gewann, kam er 1986 in die Formel 3. Zweimal, 1987 (Meister Jean Alesi) und 1988 (Meister Érik Comas), beendete er die Französische Formel-3-Meisterschaft als Gesamtfünfter.
Gache schaffte zwar den Aufstieg in die Internationale Formel-3000-Meisterschaft, der letzten Monoposto-Rennserie vor der Formel-1-Weltmeisterschaft. In den drei Jahren seines Antreten – er fuhr in der Serie zwischen 1989 und 1991 – erreichte er jedoch nur eine Platzierung in den Punkterängen. 1991 wurde er Fünfter beim Wertungslauf auf dem Circuit Bugatti und sicherte sich damit zwei Meisterschaftszähler.
1992 versuchte er in den USA als Rennfahrer Fuß zu fassen und qualifizierte sich für Dick Simon Racing für das 500-Meilen-Rennen von Indianapolis. Im Rennen verlor er in der 61 Runde die Herrschaft über seinen Lola und prallte in die äußere Begrenzungsmauer. Das sich drehende Fahrzeuge kollidierte mit dem Wagen von Stan Fox. Beide Fahrer blieben unverletzt, aber der Start von Gache beim Indianapolis 500 blieb sein einziges Rennen in der Indy Car World Series.
Nach dem Ende der Monopostozeit verstärkte der Franzose sein Engagement im Tourenwagen- und Sportwagensport. Schon 1987 hatte er für Welter Racing sein Debüt beim 24-Stunden-Rennen von Le Mans gegeben. Mitte der 1990er-Jahre erhielt er einen Vertrag bei ORECA und fuhr zwei Jahre lang deren Dodge Viper. Beste Platzierung war der sechste Gesamtrang beim 4-Stunden-Rennen von Nogaro 1996 gemeinsam mit Eric Hélary. Insgesamt feierte Gache in den beiden ORECA-Jahren fünf Klassensiege. In Le Mans war er von 1987 bis 2010 zehnmal am Start. Beste Platzierung im Schlussklassement war der 21. Rang 1996. 2001 sicherte er sich außerdem die Gesamtwertung im Porsche Carrera Cup Frankreich.
Nach Ablauf der Saison 2002 zog er sich als Fahrer von der Rundstrecke zurück und ging bis zum Ende der Dekade mehrmals bei der Rallye Dakar an den Start, wo er 2006 mit dem 12. Rang sein bestes Ergebnis erzielte. Seit 2011 fährt Gache wieder Rundstreckenrennen, unter anderem ging er in der International GT Open an den Start.

## Rennstallbesitzer und Teammanager
1997 gründete Gache einen eigenen Rennstall – Team SMG. Das Team engagiert sich neben der Rallye Dakar, bei Rallyes und GT-Rennen.

## Statistik

### Le-Mans-Ergebnisse
| Jahr | Team                     | Fahrzeug               | Teamkollege        | Teamkollege        | Platzierung     | Ausfallgrund       |
| ---- | ------------------------ | ---------------------- | ------------------ | ------------------ | --------------- | ------------------ |
| 1987 | WM Secateva              | WM P87                 | Roger Dorchy       | Dominique Delestre | Ausfall         | Zylinder überhitzt |
| 1989 | WM Secateva              | WM P489                | Jean-Daniel Raulet | Pascal Pessiot     | Ausfall         | Wagenbrand         |
| 1994 | Rent a Car Racing Team   | Dodge Viper R/T10      | François Migault   | Denis Morin        | nicht klassiert |                    |
| 1996 | Societé Viper Team ORECA | Chrysler Viper GTS-R   | Olivier Beretta    | Éric Hélary        | Rang 21         |                    |
| 1997 | Societé Viper Team ORECA | Chrysler Viper GTS-R   | Olivier Beretta    | Dominique Dupuy    | Ausfall         | Unfall             |
| 1998 | Solution F               | Riley & Scott Mk III   | Wayne Gardner      | Didier de Radiguès | Ausfall         | Motorschaden       |
| 1999 | Riley & Scott Europe     | Riley & Scott Mk III/2 | Gary Formato       | Olivier Thévenin   | Ausfall         | Motorschaden       |
| 2000 | SMG Compétition          | Courage C60            | Gary Formato       | Didier Cottaz      | Ausfall         | Aufhängung         |
| 2001 | SMG Compétition          | Courage C60            | Jérôme Policand    | Anthony Beltoise   | Ausfall         | Motorschaden       |
| 2002 | DAMS                     | Lola B98/10            | Emmanuel Clérico   | Michel Neugarten   | nicht klassiert |                    |